# Камен Калчев
Петър Митев Калчев, по-известен под псевдонима си Камен Калчев, е български писател, общественик, революционер, деец на Вътрешната македонска революционна организация (обединена).

## Биография
Роден е на 31 юли 1914 г. в село Керека, Община Дряново. Завършва гимназия в София през 1934 г. Става член на ВМРО (обединена). През лятото на 1935 година е арестуван, лежи в Софийския затвор и е съден по Закона за защита на държавата заедно с други дейци на ВМРО (обединена). На Процеса срещу ВМРО (обединена) през юли 1936 година Калчев е оправдан поради липса на доказателства. От 1938 г. е член на БКП.
Следва администрация и финанси в Свободния университет за политически и стопански науки в София (днес УНСС), а впоследствие работи като счетоводител в дружество „Петрол“.
След 9 септември 1944 г. е редактор във вестник „Септемврийче“ (1945 г.), списание „Пламъче“ (1945 – 1950 г.), списание „Септември“ (1950 – 1953 г.), а от 1957 г. е главен редактор на списанието. Главен редактор (1957 – 1961 г.) и директор на издателство „Български писател“ (1961 – 1962 г.), главен редактор на сп. „Септември“ (1966 – 1975), главен редактор на Издателството за литература на чужди езици, председател на СБП (1962 – 1964 г.), заместник-председател на СБП от 1974 г. Започва литературния си път със стихове. Първия си разказ – „Кучешки живот“, публикува през 1935 г. в сборник „Сигнали“. Сътрудничи на левия литературен печат с разкази и очерци. След 9 септември 1944 г. издава над 30 книги с разкази, повести, романи, романизирани биографии, пътеписи, мемоари, драми и произведения за деца.
Умира на 14 януари 1988 г. в София.

## Награди
- Герой на социалистическия труд на България (указ № 1890 от 31 август 1974 и указ № 2402 от 30 юли 1984)[2]
- орден „Народна република България“ I степен
- орден „Кирил и Методий“ I степен
- Димитровска награда (1950)
- Заслужил деятел на културата (1963)
- Народен деятел на културата (1972)

## По-известни произведения
- Пътник от планината. Повест. (1938)
- Всемогъщият човек. Разкази.(1940)
- В края на лятото. Роман. (1945)
- Сребърният ключ. Разкази. (1947)
- Васил Левски. Повест за юноши за Апостола на свободата. (1949)
- Син на работническата класа. Романизирана биография на Георги Димитров. (1949)
- На границата. Роман. (1953)
- Живите помнят. Роман. (1950)
- Семейството на тъкачите. Роман. (ч. I, 1956; ч. II, 1960)
- Смелият капитан. Романизирана биография на капитан Георги Мамарчев. (1958) ии. „Димитров“(1962)
- Влюбените птици. Повест. (1962)
- При извора на живота. Роман. (1962)
- Двама в новия град. Роман. (1964)
- Повест за Иван Владков. Повест. (1965)
- През април. Роман. (1966)
- Софийски разкази (1967)
- Как търсих бъдещето си. Спомени 1930 – 1950. Роман. (1970)
- Маски. Роман. (1971)
- Пренасянето на огъня. Роман. (1972)
- Лоши момчета. Повест. (1973)
- Огнено лято. Роман. (1973)
- Въстанието (Роман за събитията от юни 1923 г.) (1975)
- Огледалото. Роман. (1977)
- Градът на нашето страдание. Роман. (1980)
- Пробуждане. Роман. (1981)
- Люба. Биографичен роман за Любица Ивошевич-Димитрова. (1982)
- Песента на Мария. Роман. (1983)
- Третият. Роман. (1985)
- Мирни времена. Трилогия от романи. (1986)
- Вечерни разкази (1987)

Три от романите му имат автобиографичен характер:
- При извора на живота,
- Как търсих бъдещето си,
- Градът на нашето страдание.